# Durangita
La durangita es un mineral de la clase de los fosfatos, que pertenece al grupo de la tilasita. Recibe su nombre del estado de Durango, en México, donde se encuentra su localidad tipo.

## Características químicas
La durangita es un fosfato de fórmula química NaAl(AsO4)F. Cristaliza en el sistema monoclínico. Fue publicada por la Asociación Mineralógica Internacional en 1869. Su dureza en la escala de Mohs es 5,5.
Según la clasificación de Nickel-Strunz, la durangita pertenece a "08.BH: Fosfatos, etc. con aniones adicionales, sin H2O, con cationes de tamaño medio y grande, (OH, etc.): RO4 = 1:1" junto con los siguientes minerales: thadeuita, isokita, lacroixita, maxwellita, panasqueiraïta, tilasita, drugmanita, bjarebyita, cirrolita, kulanita, penikisita, perloffita, johntomaeita, bertossaita, palermoita, carminita, sewardita, adelita, arsendescloizita, austinita, cobaltaustinita, conicalcita, duftita, gabrielsonita, nickelaustinita, tangeita, gottlobita, hermannroseïta, čechita, descloizita, mottramita, pirobelonita, bayldonita, vesignieíta, paganoita, jagowerita, carlgieseckeita-(Nd), attakolita y leningradita.

## Formación y yacimientos
Fue descubierta en la mina Barranca, situada en la localidad de Coneto de Comonfort, en el estado de Durango, México. También ha sido descrita en Estados Unidos, en Canadá y en Inglaterra.